# اسکیمنوسور
اسکیمنوسور (نام علمی: Scymnosaurus) نام یک سرده از تیره توله‌سگی‌خزندگان است.